# The Great Blondino
The Great Blondino är Stakka Bos andra studioalbum, utgivet 1995. 

## Låtförteckning
1. "Great Blondino" – 3:16
2. "Drip Drop" – 4:31
3. "Systemfriend" – 4:54
4. "Dissever" – 3:50
5. "Seconds Before" – 5:35
6. "My Bushido" – 3:20
7. "Immaculate" – 4:34
8. "Softroom" – 4:22
9. "Frogs" – 5:02
10. "Lena?" – 5:29
11. "Terrorist" – 4:47

### Bonusspår på utgåvan 1996
1. "Really Scared" – 4:21
2. "Without Me" – 4:07